# Cầu Baratashvili
Cầu Baratashvili (tiếng Gruzia: ბარათაშვილის ხიდი, baratashvilis khidi) là một cây cầu giao thông và đi bộ qua sông Kura ở Tbilisi, thủ đô của Georgia. Nó được xây dựng vào năm 1966 thay cho cây cầu Mukhrani đã bị dỡ bỏ trước đây để tôn vinh Công chúa Mukhrani.

## Thiết kế

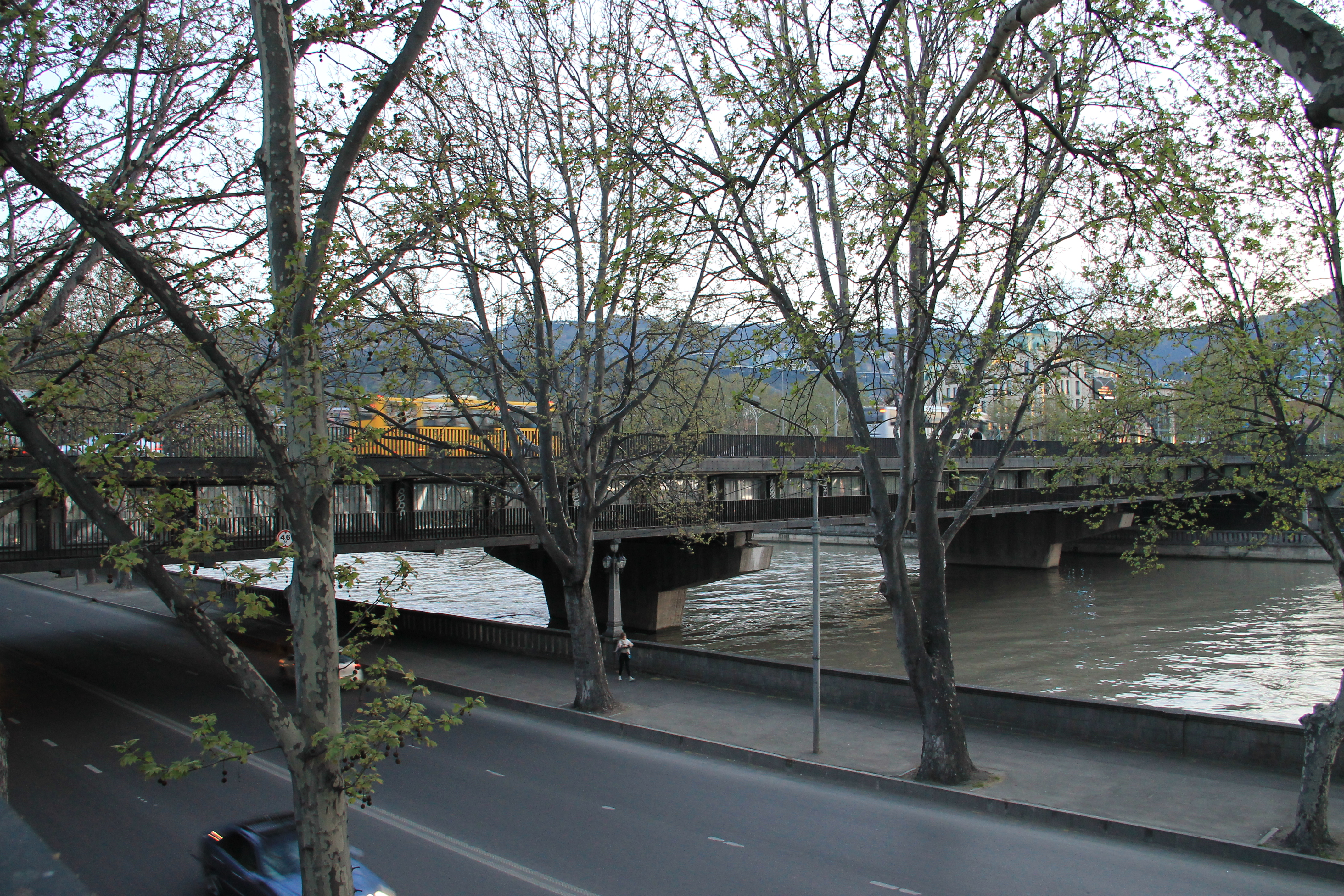
Cầu Baratashvili

Cây cầu, nằm ở quận Mtasminda của thành phố, thường được gọi là Cầu tình yêu, liên quan đến tên hiện tại của nó được đặt để vinh danh nhà thơ lãng mạn Gruzia Nikoloz Baratashvili. Lan can của cây cầu đã được trang trí bằng những hình đồng của các cặp đôi đang yêu. Cây cầu trải dài qua sông Mtkvari song song với cây cầu hòa bình đẹp như tranh vẽ  và kéo dài đến sân bay Tbilisi thông qua một đường cao tốc mới được cải tạo gần đây. Cây cầu và đường cao tốc đã được cải tạo bởi công ty xây dựng Khidmsheni.